# عبد الكريم فاشتالي
عبد الكريم فاشتالي (بالهولندية: Karim Fachtali)‏ (30 مارس 1988 بآيت سعيد في المغرب - ) هو لاعب كرة قدم هولندي في مركز الهجوم. لعب مع آر كي سي فالفيك وإن إي سي نيميخن وغو أهد إيغلز وتوب أوس والمير سيتي وFC Kaisar ‏.